# Chaire de saint Pierre
La chaire de saint Pierre (en latin : Cathedra Petri) est un ancien siège de bois datant du IXe siècle, exposé comme relique solennelle dans la basilique Saint-Pierre de Rome. Elle est l'expression symbolique de l'autorité exercée par l'évêque de Rome, successeur de l’apôtre Pierre. Comme pasteur suprême de l’Église catholique, il est au service de la foi chrétienne, de l’unité et de la charité : sa mission est de « proclamer la foi, d’unir les chrétiens et de présider à la charité » (Ignace d’Antioche).
L’importance de cette dimension du ministère pétrinien est soulignée par l’instauration d’une fête liturgique spéciale dans le calendrier romain : le 22 février.

## Histoire
Chaque évêque, comme successeur des apôtres, reçoit la charge de conserver et de transmettre l'annonce de l'Évangile. Il le fait, entre autres, à travers sa fonction d'enseignant, que la « chaire » placée dans son église cathédrale symbolise. « Prendre possession du siège », ou de la chaire, est une expression symbolique d’un rite lié à l'ordination épiscopale. C'est de ce siège que l'évêque, comme pasteur muni du bâton pastoral, guide le peuple qui lui est confié et, comme enseignant, qu'il l'affermit.
Si le siège de tout évêque est porteur d'une telle signification, celui de Pierre l'apôtre, premier évêque de Rome, reçoit une grande charge symbolique. La tradition dit de Pierre qu'il fut le premier évêque d'Antioche, et, jusqu'à la réforme du calendrier liturgique établie par le concile Vatican II, l'église célébrait la fête de la « Chaire de saint Pierre à Antioche ». C'est à Rome que Pierre a enseigné et a achevé sa marche au service de l'Évangile par le martyre. Dès lors, la primauté de Pierre à faire « paître son troupeau » a rejailli sur son siège apostolique, dont toutes les églises ont reconnu le rôle particulier.
Ainsi le disait Irénée de Lyon, au IIe siècle : « Avec cette Église, en raison de son éminente supériorité, doit s'accorder l'Église universelle, c'est-à-dire les fidèles qui sont partout. » Ce que Jérôme de Stridon confirmait à sa manière : « Je ne crois en aucun autre primat que celui du Christ ; c'est pourquoi je me mets en communion avec ta béatitude, c'est-à-dire avec la chaire de Pierre. Je sais que l'Église est édifiée sur cette pierre. »
Cyprien de Carthage emploie l'expression cathedra Petri pour désigner l'Église de Rome.
Depuis 1653, le siège est placé dans un reliquaire en bronze doré exécuté par Gian Lorenzo Bernini. Selon la tradition constante de l'Église, il s'agit d'un siège de bois, datant du Ier siècle, que le sénateur romain Pudens, converti par l'apôtre Pierre, lui a offert, et où saint Pierre s'asseyait habituellement pour enseigner, durant son séjour à Rome jusqu'à son martyre. Une tradition moderne assure que ce siège fut offert par Charles le Chauve en 875 et utilisé ensuite par plusieurs papes. Cet objet très ancien est symboliquement associé à l'exercice de l'autorité pontificale.
Le pape Alexandre VII fait enfermer la chaire de Saint Pierre, supposée authentique, dans le bronze même qui constitue le chef-d’œuvre du Bernin, appelé « Gloire du Bernin », situé dans l'abside de la basilique Saint-Pierre-de-Rome.

## Description

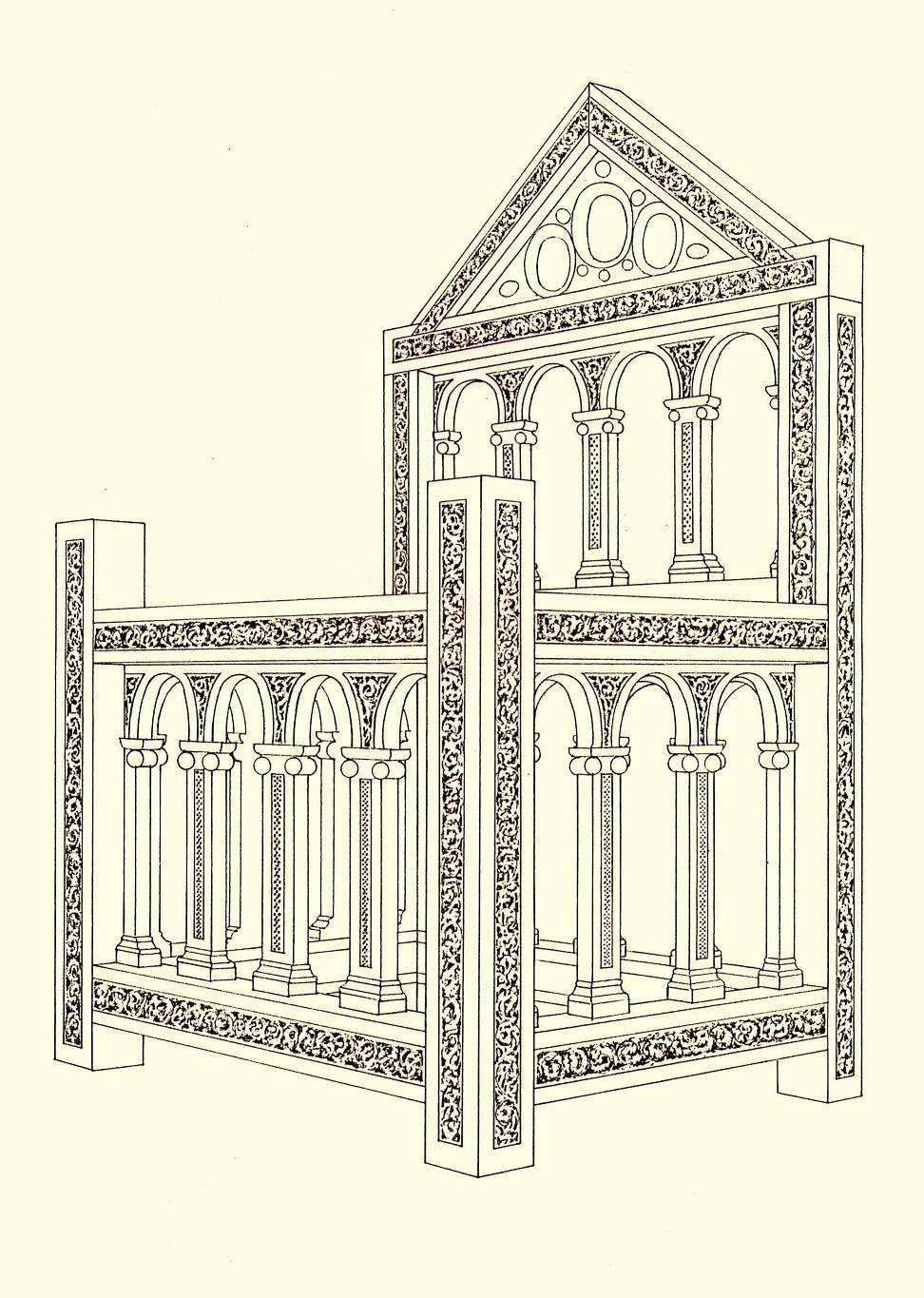
Reconstitution de la forme originale de la chaire.

C'est une chaise en bois de chêne et d'acacia de couleur sombre, recouverte de plaques d'ivoire. Sa hauteur totale est de 1,34 m, sa largeur de 0,89 m. La hauteur du siège 0,78 m et son épaisseur de 0,57 m.
Des ornements d’ivoire ont été adaptés au devant et au dossier de la chaire. Ceux qui couvrent le panneau de devant sont divisés en trois rangs superposés, contenant chacun six plaques d’ivoire sur lesquelles ont été gravés divers sujets, entre autres les Travaux d'Héraclès. Quelques-unes de ces plaques sont posées à faux, dans un but d’ornementation à l’époque où l’on adaptait les restes de l’antiquité aux objets que l’on voulait décorer, aux châsses de reliques, etc., dans les VIIIe et IXe sièclee.
Le Bernin met en scène dans l'abside de Saint-Pierre de Rome, en 1656, le reliquaire de la figure de Pierre, c'est-à-dire le siège, la cathedra. La composition prend place dans cette l'abside où il avait déjà réalisé le célèbre baldaquin (1624-1633) qui marqua le début de sa carrière dans cette même basilique, et le tombeau d'Urbain VIII (1628-1647) qui devint un modèle de sculpture funéraire.

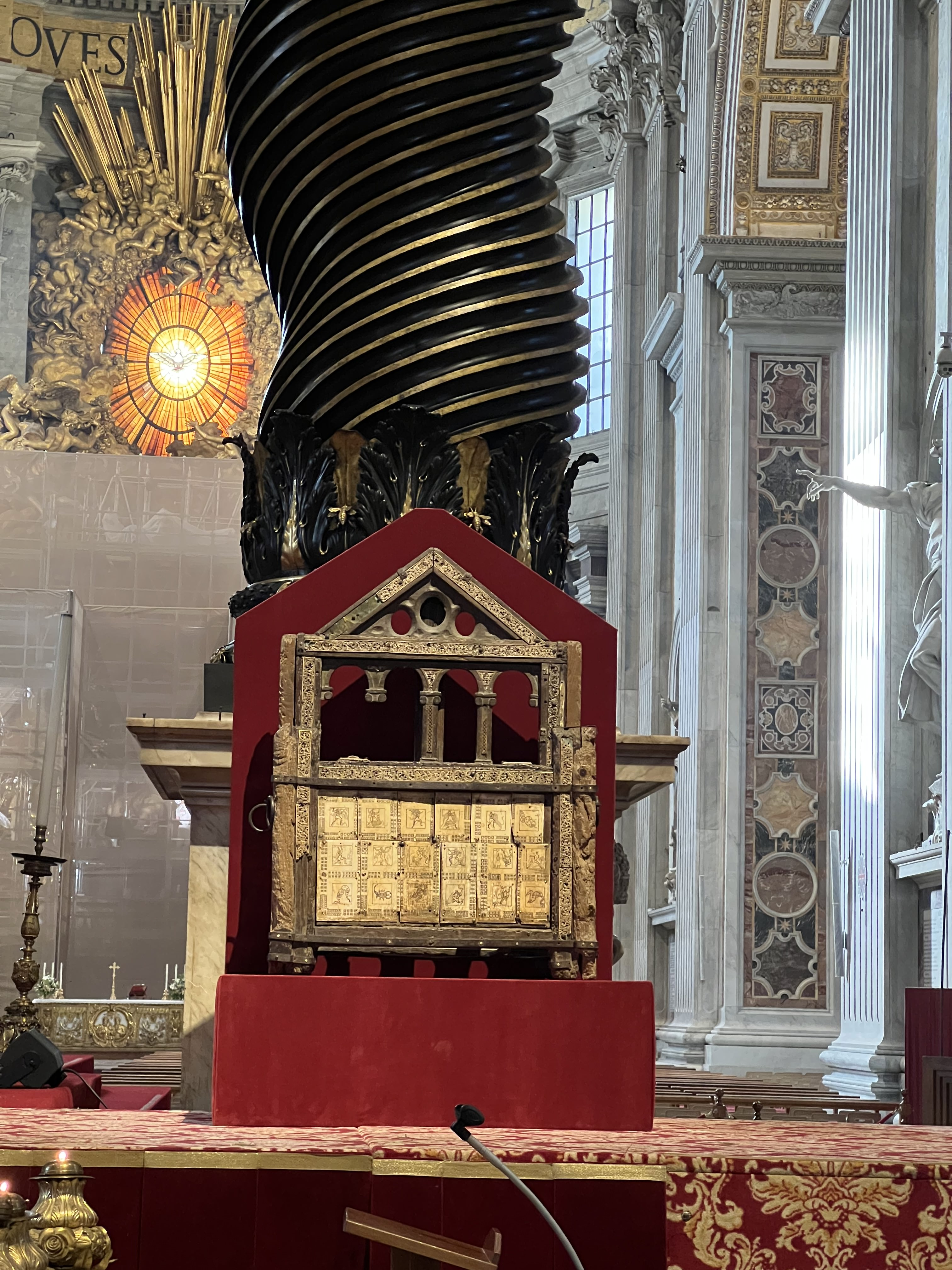
La Chaire de Saint Pierre, lors de son exposition dans la Basilique Saint-Pierre en 2024, pour la première fois depuis 1867.

Après plusieurs années où, favorisé par le pape Innocent X, son rival Alessandro Algardi l'avait éclipsé de la scène vaticane, le Bernin retrouvait, grâce au nouveau souverain pontife, Alexandre VII, des commandes à la mesure de son ambition. Achevée dix ans après sa commande, l'œuvre, placée dans l'abside dans la perspective du baldaquin, est constituée de quatre docteurs de l'Église en bronze, saint Ambroise, saint Augustin, saint Athanase et saint Jean Chrysostome, qui soutiennent le trône conservant la relique de la chaire de saint Pierre.

« C'est donc un gigantesque trône reliquaire, élaboré comme un tableau composé de sculptures, qui jouent habilement sur les matériaux et sur les couleurs et qui ne se perçoivent qu'au fur et à mesure que l'on s'en approche. »

## Fête de la chaire de saint Pierre
Dans le calendrier romain général, comme réorganisé par le pape Pie V selon le décret du Concile de Trente, il y avait antérieurement deux fêtes de la chaire de Pierre. Le 18 janvier était célébrée la « fête de la chaire de saint Pierre Apôtre à Rome » et le 22 février celle de la « fête de la chaire de saint Pierre Apôtre à Antioche ». Par sa révision de 1960 le pape Jean XXIII a supprimé la fête du 18 janvier et a changé le nom de la célébration du 22 février en « fête de la chaire de saint Pierre Apôtre ».
La célébration de la fête du 22 février au IVe siècle est attestée par la Depositio martyrium dans laquelle elle figure, sous le nom de natale Petri de cathedra, à la date du VIII. kal. Martias (huitième jour avant les calendes de mars). La date coïncidait avec les Caristia, fête consacrée aux parents disparus.